# WatchOS
watchOS – system operacyjny stworzony przez firmę Apple wykorzystywany w smartzegarku Apple Watch. Pierwsza wersja ukazała się wraz z zegarkiem 24 kwietnia 2015 roku. System jest wzorowany na systemie iOS, używanym w innych urządzeniach mobilnych tego producenta i posiada podobne funkcje. WatchOS, podobnie jak iOS, jest systemem uniksopodobnym. 21 września 2015 roku ukazała się druga wersja systemu pod nazwą WatchOS 2.